# 1956

## أحداث
- وقوع العدوان الثلاثي على مصر بداية من 29 أكتوبر 1956 إلى 7 نوفمبر 1956.

### يناير
- 1 يناير: انتهاء السيادة الإنجليزية المصرية المشتركة على السودان.
- 2 يناير: عين غي مولي رئيسًا للحكومة الفرنسية.
- 16 يناير: الرئيس المصري جمال عبد الناصر يتعهد باسترداد فلسطين.
- 25 -26 يناير: القوات الفنلندية تستعيد السيطرة على بوركالا، بعد أن خروج القوات السوفيتية من القاعدة العسكرية التي كانت متمركزة فيها. وقد سُمح للمدنيين بالعودة يوم 4 فبراير.
- 26 يناير: افتتاح دورة الألعاب الأوليمبية الشتوية لعام 1956 في كورتينا دامبيدزو بإيطاليا.

### فبراير
- 2 فبراير: النمسا وإسرائيل تتفقان على إقامة علاقات دبلوماسية ثنائية.
- 11 فبراير: الظهور الجاسوسان البريطانيان غاي بورغس ودونالد ماكلين في الاتحاد السوفيتي بعد اختفائهما مدَّة 5 سنوات.
- 14 فبراير - 26: انعقاد المؤتمر العشرون للحزب الشيوعي السوفيتي في موسكو.
- 22 فبراير: المغني الأمريكي إلفيس بريسلي يدخل قوائم مبيعات الأسطوانات الموسيقية في الولايات المتحدة لأول مرة مع أغنية «هارت بريك هوتيل».
- 23 فبراير: نورما جان مورتنسون تغير اسمها القانوني إلى مارلين مونرو.
- 24 فبراير: تشكيل الاتحاد العام للعمال الجزائريين في مستعمرة الجزائر.
- 25 فبراير: نيكيتا خروتشوف يهاجم تأليه جوزيف ستالين في خطابه الشهير «حول عبادة الشخصية وعواقبها».
- 29 فبراير: عبد الله عيسى محمد يصبح رئيس وزراء إقليم الصومال الإيطالي عقب إجراء انتخابات برلمانية.[1]

### مارس
- 1 مارس: تعريب الجيش العربي الأردني وطرد قائده الإنجليزي كلوب باشا، بقرار من الملك الحسين بن طلال.
- 1 مارس: اغتيال الطيارة المغربية ثريا الشاوي أمام بيتها.
- 2 مارس: المغرب يتوصل لاتفاق مع فرنسا لرفع الحماية عنه.
- 6 مارس: برلمان ألمانيا الغربية يوافق على 14 تعديل على الدستور للسماح بإعادة التسلح، والسيطرة المدنية على القوات المسلحة، وإعادة التجنيد الإجباري.[2]
- 16 مارس: زلزال بشدة 5.3 درجات يضرب محافظة جبل لبنان، وتبعه زلزال آخر ضرب محافظة البقاع بعد 11 دقيقة بشدة 5.5 درجات. راح ضحية الزلزالين 148 شخصًا.[3]
- 20 مارس: تونس تستقل عن فرنسا وتغدو مملكة مستقلة بقيادة محمد الأمين باي.[4]
- 21 مارس: حفل توزيع جوائز الأوسكار الثامن والعشرون.
- 30 مارس: ثوران بركان بيزيمياني في شبه جزيرة كامشاتكا بروسيا وتهدُّم قمته.[5]

### أبريل
- 4 أبريل: إسبانيا ترفع الحماية عن إقليمها في المغرب.
- 8 أبريل: انتخاب الحبيب بورقيبة رئيسًا للمجلس التأسيسي.[6]
- 28 أبريل: خروج آخر جندي فرنسي من فيتنام.[7]

### مايو
- 4 مايو: الملكة يوليانا تكشف الستار عن النصب التذكاري الوطني في ساحة دام بأمستردام.[8]
- 16 مايو: الرئيس المصري جمال عبد الناصر يعترف بجمهورية الصين الشعبية ما أدى إلى تدهور العلاقات مع الولايات المتحدة، حيث استمرت الأخيرة في دعم حكومة تايوان باعتبارها الممثل الشرعي الوحيد عن الصين.[9]
- 20 مايو: الولايات المتحدة تنجح في تنفيذ أول عملية إسقاط جوي لقنبلة هيدروجينية في إطار عملية الجناح الأحمر حيث قامت طائرة من طراز بي-52 ستراتوفورتريس بإلقاء قنبلة بلغت شدتها 3.75 ميغا طن على حلقية بيكيني في المحيط الهادئ.[10]
- 24 مايو: انطلاق النسخة الأولى من مسابقة الأغنية الأوروبية (يوروفيجن) في مدينة لوغانو بسويسرا.[11]

### يونيو
- 1 يونيو: إقالة وزير الخارجية السوفيتي فياتشيسلاف مولوتوف من منصبه في ظل النظام السوفيتي الجديد برئاسة نيكيتا خروتشوف.[12]
- 2 يونيو: الزعيم اليوغوسلافي تيتو يبدأ زيارة دولة إلى الاتحاد السوفيتي، مدتها ثلاثة أسابيع في تحلحل للعلاقات بين البلدين بعد وفاة ستالين.[13]
- 6 يونيو: رئيس وزراء سنغافورة ديفيد مارشال يقدم استقالته بعد فشله في التفاوض على حكم ذاتي كامل للمستعمرة خلال محادثات أجراها مع المملكة المتحدة.[14]
- 12 يونيو: الزعيم البورمي يو نو يتنحى عن منصبه كرئيس وزراء.[15]
- 18 يونيو: خروج آخر جندي بريطاني من مصر. جاء جلاء القوات البريطانية التي كانت مرابطة في قناة السويس بناء على المادة السابعة من المعاهدة المصرية البريطانية المعروفة بمعاهدة 1936. وبقيام ثورة يوليو 1952 اعتبر الجلاء الكامل غير المشروط أحد أهداف الثوار الشبان، وأجريت مفاوضات عدة بين ممثلى مصر، ورفع العلم المصري على مبنى البحرية في بورسعيد آخر معقل للاستعمار البريطانى في منطقة قناة السويس.
- 30 يونيو: اصطدام طائرتين فوق الأخدود العظيم غرب الولايات المتحدة، ما أسفر عن مقتل 128 شخص. مثل الاصطدام أسوأ كارثة جوية في تاريخ الطيران التجاري حتى ذلك التاريخ.[16]

### يوليو
- 26 يوليو: إعلان جمال عبد الناصر تأميم قناة السويس.

### أكتوبر
- 23 أكتوبر: اندلاع الثورة المجرية ضد الحكومة الموالية للسوفيت.
- 29 أكتوبر: بدء إسرائيل الهجوم على سيناء، إحدى محافظات مصر، في إطار العدوان الثلاثي
- 29 أكتوبر: استقلال المغرب من الحماية
- 10 أكتوبر: إسرائيل تقوم بعدوان على مدينة قلقيلية وكان على رأس القوة أرئيل شارون

### نوفمبر
- 3 نوفمبر - قوات الاحتلال الإسرائيلي تنفذ مجزرة بحق مئات الفلسطينيين من سكان مدينة خان يونس خلال حملتها لاحتلال قطاع غزة.
- 29 نوفمبر - تشكيل حكومة سليمان النابلسي في الأردن

### ديسمبر
- 22 ديسمبر - القوات الفرنسية والبريطانية تنهي انسحابها من مدينة بورسعيد.

## مواليد
- آمار سينج
- أبو إسحاق الحويني
- أحمد أشرف
- أحمد المليفي
- أحمد جاب الله
- أسامه نصر الدين
- حمود مبرك العازمي
- علي مظفر
- أسعد طه
- ألان بيران
- أمين الزاوي
- أنجليكا شتارك
- أندروس أنسيب
- أندوني غويكيوتكسيا
- أندي غارسيا
- أنطوان زهرا
- أيمن زيدان
- إبراهيم بن عبد الرحمن التركي
- إرني براندتس
- إيفان نيلسن
- إيلي بلاتشي
- إيلي حبيقة
- الوناس معطوب
- بارامانغا إرنيست يونلي
- باروخ جولدشتاين
- باولو روسي
- بوريس ترايكوفسكي
- بيتر ريد
- بيرند فورستر
- بيل ريتر
- بيل ماهر
- بيلي هوليداي
- بيم فيربيك
- تشارالامبوس كزانثوبولوس
- توفيق الكوكي
- توفيق طه
- توفيق عبد الحميد
- توم هانكس
- توني غالفين
- تيد هاجارد
- تينغيز سولاكفليدزه
- جابر جليل الكاظمي
- جاكي مونارون
- جان بيتر بالكنإنده
- جان فرانسوا لاريوس
- جان لويس ديسفينيز
- جاي نيكسون
- جمال المراكبي
- جمال قارصلي
- جمال ماضي
- جوان ألين
- جوزيه باسكواليتي
- جيراردو جيانيتا
- جيري بيتون
- جينا ديفيس
- جينو أورغوليسكو
- حازم شعلان
- حامد بريمه
- حسن دكاك
- حسين بدر الدين الحوثي
- حشاني عبد القادر
- حمدي حسن
- خالد مشعل
- خوسيه رامون أليكزانكو
- دافيد كوبرفيلد
- داليا غريباوسكايتي
- دانا ديلاني
- دوراو باروسو
- دوميترو مورارو
- ديفيد ناري
- ديك جول
- راشد الخضر
- راي ويلكينز
- رودريك ماكينون
- رينهولد هينترماير
- زياد الرحباني
- زين عبد الهادي
- ستيف أركيبالد
- ستيف بالمر
- ستيفان مايوفسكي
- سعد الدين العثماني
- سعود بن صقر القاسمي
- سعيد بلقوله
- سلطان بن سلمان بن عبد العزيز آل سعود
- سليم سوهالي
- سوسن علي الشريفي
- سيف الإسلام بن سعود بن عبد العزيز آل سعود
- سيف الرحبي
- سيلفيو لونغ
- شارلي كريست
- شيرين (ممثلة)
- شينباتشي تسوجي
- عائشة الفيلالي
- عالية بنت الحسين
- عبد الإله عاجل
- عبد الرحمن الراشد
- عبد الرحمن العشماوي
- عبد الله بن خالد بن حمد آل ثاني
- عبد المعين عبد المجيد
- عدنان أوكطار
- عزمي بشارة
- عصام عبد المحسن
- علي أبو الريش
- علي بلحاج
- عمر المعاني
- عيسى عبد الله الباشه النعيمي
- غارسيا أراندا
- غاري بيرتليس
- غاري كول
- غانم السليطي
- فيصل الجزاف
- فؤاد أبو ناضر
- فان در إيند
- فرانك أرنسن
- فرانك ستابليتون
- فرانك فيركواتيرين
- فلاح حسن النقيب
- فلودزميزيرز كيوليك
- فليمير زاييتش
- فيرناندو غوميز
- فيف أندرسون
- فيكتور بوتوركا
- كاترين أشتون
- كارلوس إده
- كلاوس ألوفس
- كمال الحيدري
- كوستاس كرامنليس
- كيفن موران
- كيني جي
- لارس فون ترايير
- لازلو كيس
- ليندا هاملتن
- ليو كليسترز
- مارتينا نفراتيلوفا
- مارك بيكي
- ماركو بلتولا
- مارين دراغنيا
- مايك جودوين
- مايكل بين
- مايكل فان دي كوربوت
- محبوب جمعه
- محسن الأراكي
- محمد الدويش
- محمد جمال حشمت
- محمد حسين يعقوب
- محمد خير رمضان يوسف
- محمد عبد الرحمن المرسي
- محمد علي بليغ
- محمد ولد عبد العزيز
- محمود أحمد أبو زيد
- مسلم محمد البراك
- مصطفى بكري
- مصطفى رجب
- ممدوح عبد العليم
- منتصر الزيات
- مها أبو عوف
- موسى ولد ابنو
- ميركو فوتافا
- ميلوس سيستيك
- ناصر الحزيمي
- نبيل فاروق
- نعيمة الياس
- نوربرت هورست
- نوري الجراح
- نيكادور دوارتي فروتوس
- نيكولاي أونغوريانو
- نيناد ستويكوفيتش
- هانس فان بروكيلين
- هند عبد الرحمن المنصور
- هيلموت كروغ
- هيلين سميث
- وفاء قسطنطين
- ويليام فيشتنر
- يان فيالا
- يواخيم لوتمان
- يونس الأسطل

### يناير
- 1 يناير -  كمال الحيدري, مرجع شيعي عراقي وفيلسوف
- 1 يناير -  زياد الرحباني، فنان وملحن لبناني.
- 12 يناير -  نيكولاي نوسكوف، مغن روس.
- 16 يناير -  سعد الدين العثماني، سياسي وطبيب عام ونفسي وباحث وفقيه مغربي.

### فبراير
- 15 فبراير -  عبد الله موسى أبو عبد الصمد، مستشار أعمال نيجيري.

### مارس
- 25 مارس -  مصر حسين الشريف

### أبريل
- 29 أبريل -  كيفن موران، لاعب كرة قد إيرلندي.

### مايو
- 13 مايو -  كيرك ثورنتون، ممثل أداء صوتي أمريكي.
- 28 مايو -  سايوري، ممثلة أداء صوتي يابانية.
- 30 مايو -  أنتوني دومينيك، قاضي هندي.

### يونيو
- 10 يونيو -  أبو إسحاق الحويني، عالم ومحدِّث سنِّي وداعية مصري.

### سبتمبر
- 1 سبتمبر -  أيمن زيدان، ممثل ومخرج ومنتج ومقدم برامج سوري.

### أكتوبر
- 10 أكتوبر -  شيرين، ممثلة وراقصة باليه.
- 28 أكتوبر -  محمود أحمدي نجاد، رئيس جمهورية إيران.

### نوفمبر
- 10 نوفمبر -  محسن بدوى، رجل أعمال وناشط سياسي وكاتب مصري.
- 28 نوفمبر -  مها أبو عوف، ممثلة مصرية.

## وفيات
- أحمد رضا حوحو
- أحمد زبانة
- أوتو شميدت
- أوغست جون باتيست شوفالييه
- إفاريست لافي بروفنسال
- إيرين جوليو-كوري
- إيمل ماتيس
- برتولت بريشت
- بيلا لوغوسي
- بينيدتو كروتشه
- بييترو بادوليو
- توبياس دانتزغ
- توفيق أبو الهدى
- توم وايتكير
- جاكسون بولوك
- جورج سارتون
- جول ريميه
- جهان غزاوي عوني
- جوليس ريتشارد
- خضر التوني
- داود بن سليمان الجراح
- روفائيل بطي
- زيغود يوسف
- شعيب الزيراوي
- صموئيل روي ماكاليف
- عبد الرحمن بن ناصر السعدي
- عزريئيل كارليباخ
- عيسى إسكندر المعلوف
- فردريك سودي
- فيكتور يونغ
- مايكل آرلن
- محمد حسين هيكل
- محمود الحفيد
- مصطفى بن بولعيد
- مصطفى حافظ
- ويلهلم ريتر فون ليب
- يوزيف فيرت

### يناير
- 18 يناير - مجتبى نواب صفوي رجل دين شيعي وزعيم منظمة فدائيو الإسلام الإيرانية. أعدم رميًا بالرصاص بسبب معارضته لشاه إيران رضا بهلوي.

### مايو
- 4 مايو - مينا بنسون هوبارد، مستكشفة كندية.

### أغسطس
- 27 أغسطس - علي الغاياتي، شاعر وصحفي ومناضل مصري.

## نال جائزة نوبل
- في الفيزياء – بالتساوي بين الأمريكان وليام شوكلي ووالتر براتين وجون باردين.
- في الكيمياء – مناصفة بين البريطاني سيريل هنشلوود والسوفييتي نيكولاي سيميونوف.
- في الطب – بالتساوي بين الأمريكيين ديكنسون ريتشاردس وأندره كورنان والألماني فرنر فورسمان.
- في الأدب – الأسباني خوان رامون خيمنيز.
- في السلام – محجوبة.